# Marina Martínez
Marina Martínez Ortuño (Mataró, 13 de enero de 2002) es una atleta de España que compite en pruebas de medio fondo. Ganó una medalla de plata en el Campeonato Europeo de Atletismo Sub-20 de 2021, en la prueba de 1500 m.

## Resultados internacionales
| Año  | Competición                            | Sede      | Puesto           | Prueba | Marca   |
| ---- | -------------------------------------- | --------- | ---------------- | ------ | ------- |
| 2018 | Campeonato de Europa Sub-18            | Györ      | 26.º (s.)        | 800 m  | 2:14.91 |
| 2021 | Campeonato Europeo Sub-20              | Tallin    | Medalla de plata | 1500 m | 4:20.35 |
| 2021 | Campeonato Mundial Sub-20              | Nairobi   | 6.º              | 800 m  | 2:06.42 |
| 2022 | Juegos Mediterráneos                   | Orán      | 4.º              | 1500 m | 4:14.04 |
| 2022 | Campeonato Iberoamericano              | La Nucía  | 4.º              | 800 m  | 2:04.44 |
| 2022 | Campeonato de Europa                   | Múnich    | 17.º (s.)        | 800 m  | 2:03.45 |
| 2025 | Campeonato de Europa en pista cubierta | Apeldoorn | 12.º (s.)        | 1500 m | 4:14.86 |